# ジョルジュ・ウオ
ジョルジュ・ウオ（Georges Houot）は、フランス海軍の軍人。

## 経歴
パリで生まれて、1933年にブレストの海軍士官学校に入学して第二次世界大戦中は巡洋艦、駆逐艦、フリゲート艦に乗った。
1949年にジャック＝イヴ・クストーの潜水チームに参加することになった。1954年2月15日にバチスカーフFNRS-3でウオと技術者のピエール・ウィルム（Pierre Willm）は、ダカール沖160海里の大西洋で水深4050メートルに到達した。
1958年には、朝日新聞社の後援のもとで日仏合同の日本海溝学術調査のために日本を訪れて6月14日から8月11日にかけ、9回にわたり金華山沖、野島崎沖、相模灘などで潜航した。
1961年7月28日には後継のアルシメードが進水した。1962年7月から8月にはアルシメードで千島海溝で9500mの潜行に成功した。1967年5月には再度来日して日本海溝で潜行したことで生物学と地質学と地球物理学上の科学的知見が得られた。
1970年11月に海軍大佐で退役して1977年に亡くなった。

### ギャラリー

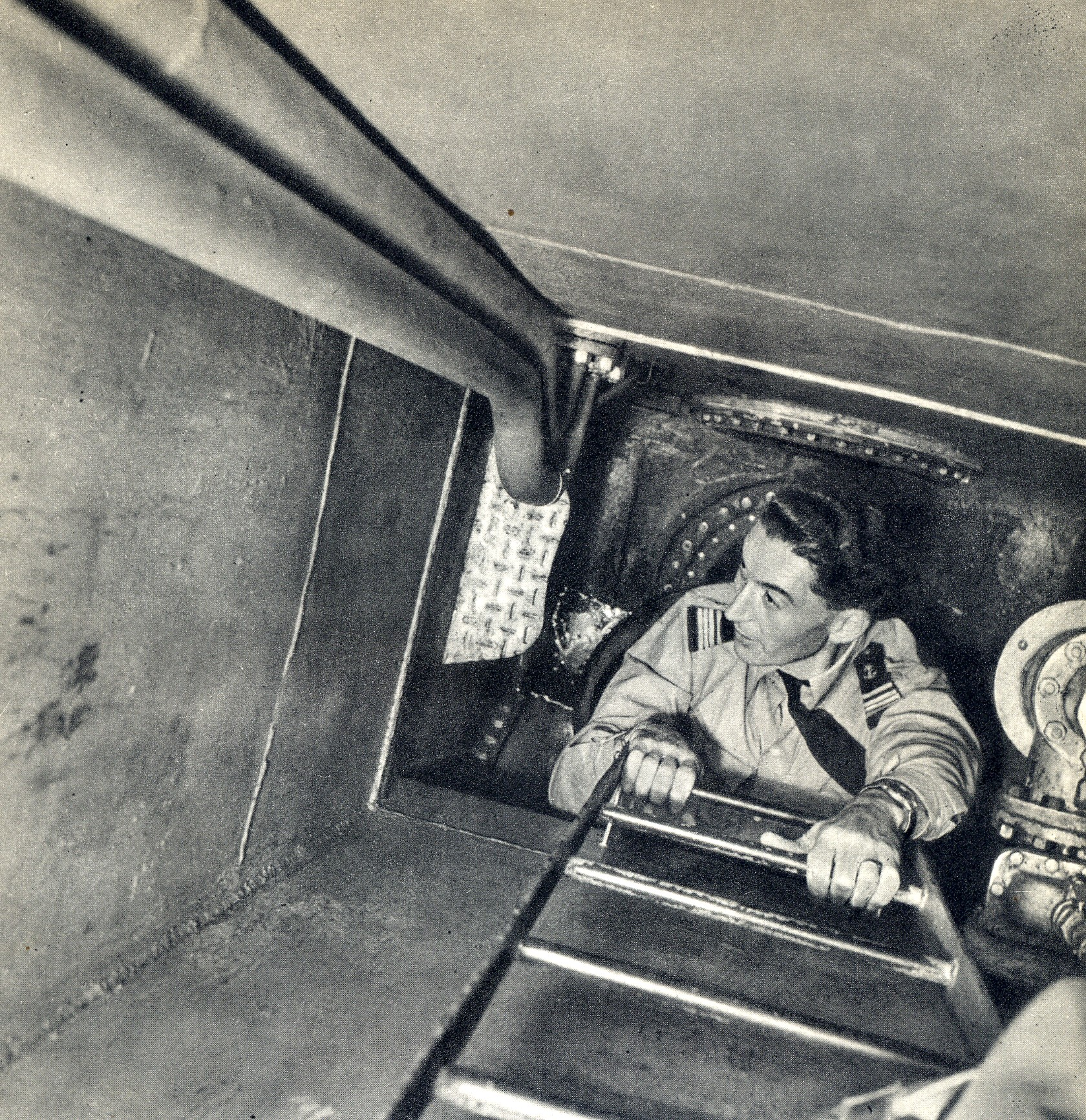
FNRS-3に乗り込むG・ウオ
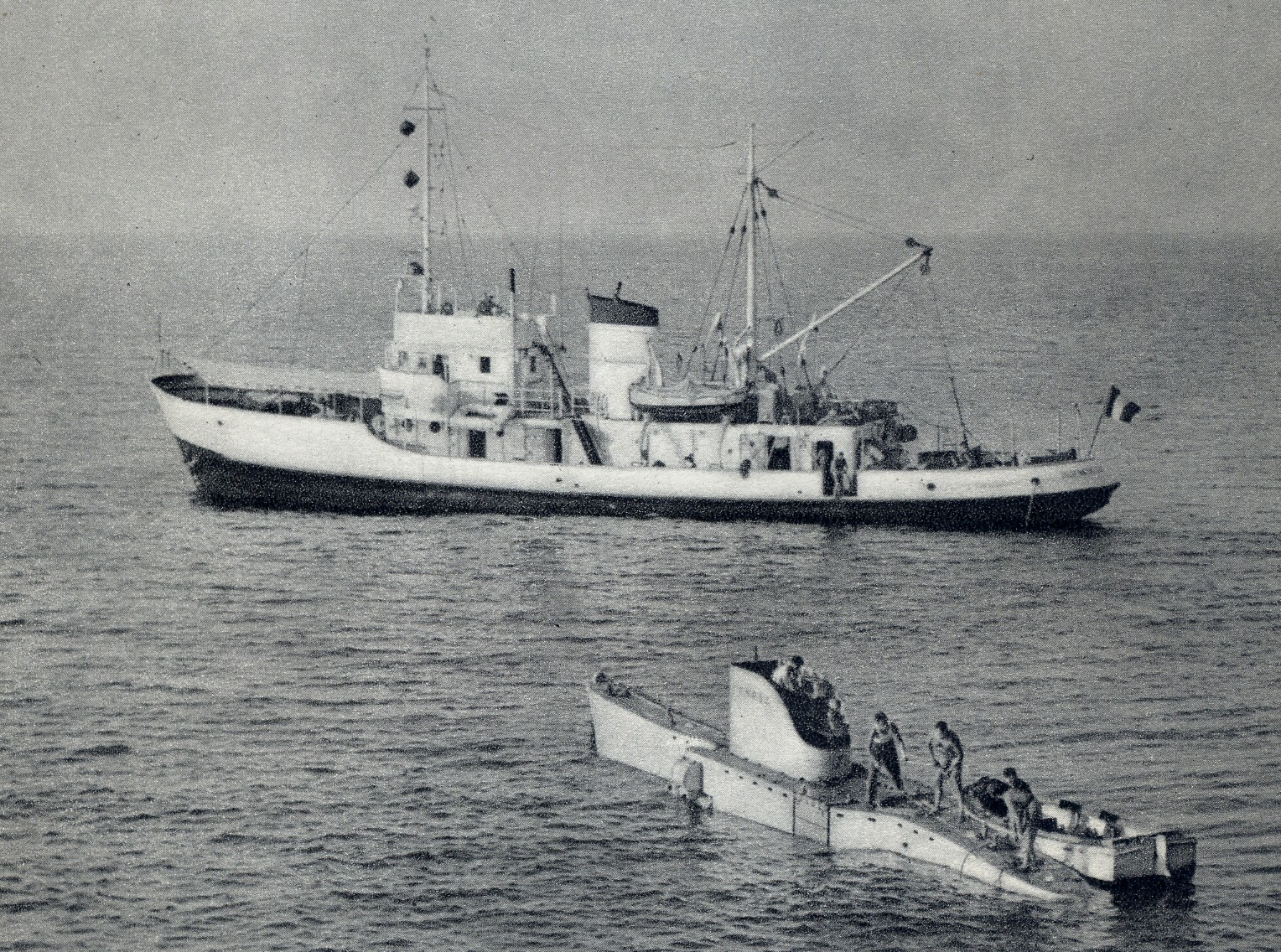
運用中のFNRS-3
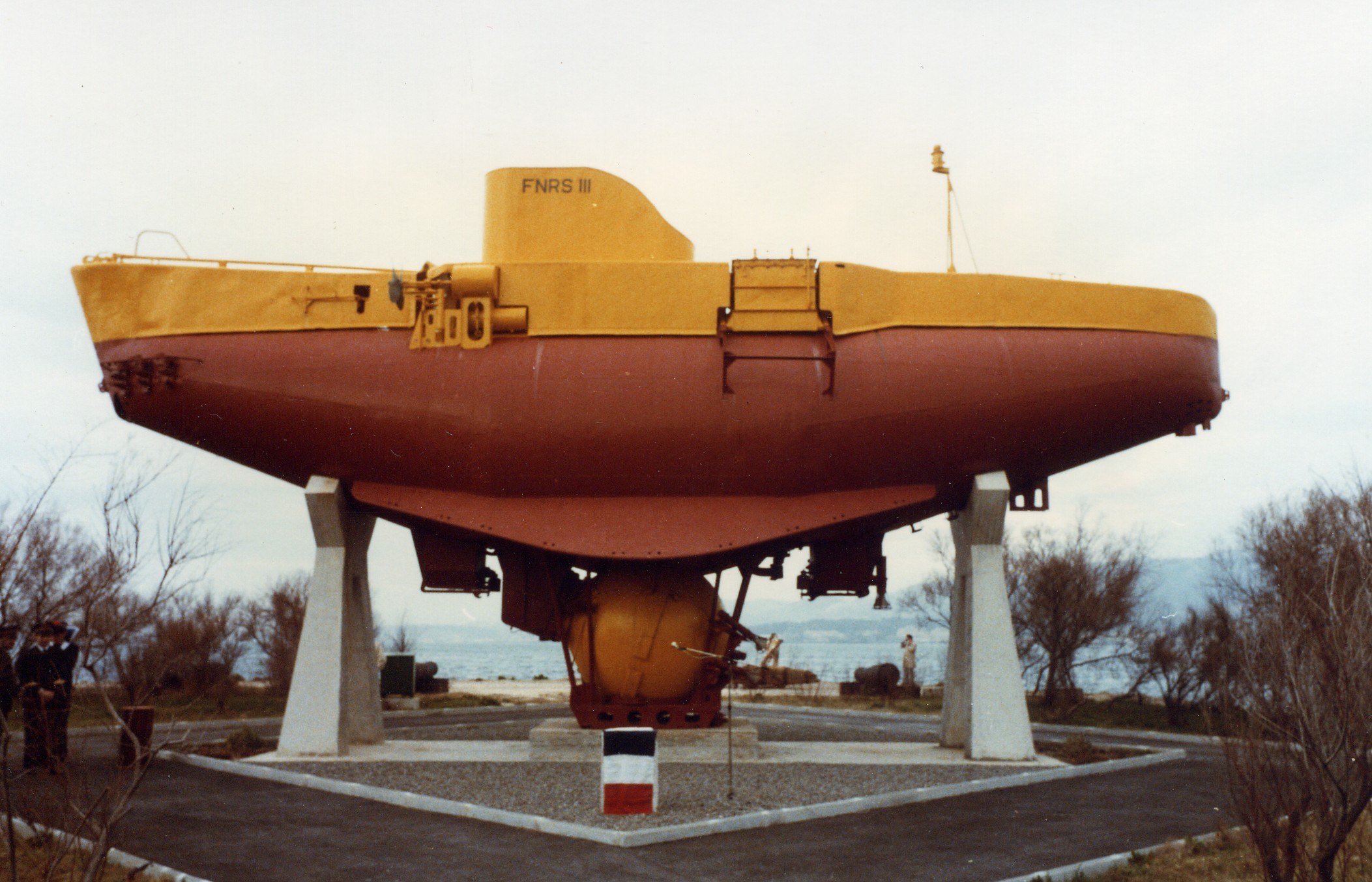
トゥーロンに保存されているFNRS-3
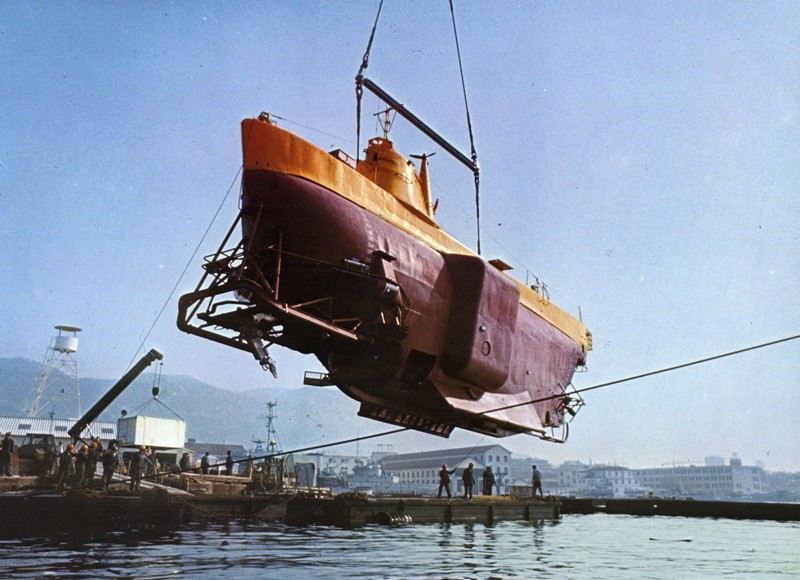
アルシメード

## 著書
- Houot, Georges; Willm, Pierre (1954) (フランス語). Le Bathyscaphe à 4050 m. au fond de l'océan. Éditions de Paris. OCLC 8429243
  - Houot, Georges; Willm, Pierre (1955) (英語). 2000 Fathoms Down. Dutton. OCLC 1078011
  - G. ウオ、P. ウィルム『4000米の深海をゆく』新潮社〈人と自然叢書〉、1957年。ASIN B000JAXQE8。 NCID BN04504340。
- Houot, Georges; Willm, Pierre (1958) (フランス語). La Découverte sous-marine de l'homme-poisson au bathyschaphe. Bourrelier. OCLC 8429208
- Houot, Georges (1972) (フランス語). Vingt ans de Bathyscaphe. Arthaud. OCLC 764285